# Pamela Geller
Pamela Geller (Hewlett Harbor; 1958) es una agitadora política y youtuber estadounidense antimusulmana, de extrema derecha. Geller ha promovido teorías conspirativas sobre el expresidente Barack Obama, diciendo que nació en Kenia y que es musulmán. También es conocida por negar genocidios en los que los musulmanes fueron víctimas, como el genocidio bosnio y el genocidio rohinyá.
Geller es la presidenta de Stop Islamization of America (un grupo de odio antimusulmán que cofundó con Robert Spencer). Como parte de su activismo, ha pagado por anuncios en contra de los musulmanes y de los palestinos y a favor de Israel en vallas publicitarias.
En 2013, el gobierno británico le prohibió la entrada al país por sus ideas extremistas.
Geller tiene un blog llamado Atlas Shrugs y una página web oficial The Geller Report.

## Primeros años
Geller es la tercera de cuatro hermanas nacidas en una familia judía ; su padre, Reuben Geller, es un fabricante textil y su madre es Lillian Geller. Creció en Hewlett Harbor, en Long Island, Nueva York. Geller asistió a la Hofstra University pero no acabó la carrera.

## Carrera
Durante la mayor parte de la década de 1980, Geller trabajó en el New York Daily News, primero como analista financiera y luego en publicidad y marketing. Posteriormente, fue editora asociada de The New York Observer desde 1989 hasta 1994. En una entrevista de Village Voice, Geller declaró que se había involucrado en política a raíz de los ataques del 11 de septiembre.

### Activismo político
Creó un blog llamado Atlas Shrugs (una referencia La rebelión de Atlas de Ayn Rand) en 2004. El blog llamó la atención en 2006, cuando Geller reimprimió las controvertidas caricaturas de Mahoma que se publicaron originalmente en el periódico danés Jyllands-Posten.
Desde entonces se ha destacado por su activismo de extrema derecha y ha colaborado con medios como Breitbart News. Geller ha sido descrita como una «teórica de la conspiración» por la Liga Antidifamación y como una «extremista» por el Southern Poverty Law Center.

## Ideas

### Sobre los musulmanes
Ha sido ampliamente descrita como antimusulmana. Geller es una destacada activista en lo que se ha descrito como el movimiento contra la yihad en los Estados Unidos. Ha sido descrita como parte de una red o industria antimusulmana más amplia.  Business Insider ha descrito a Geller como una «promotora de teorías de conspiración antimusulmanas». Snopes ha verificado una serie de afirmaciones de Geller sobre los musulmanes y el Islam y ha encontrado que son falsas. Estos incluyen: afirmaciones falsas de Geller de que los musulmanes declararon el 24 de diciembre como el cumpleaños de Mahoma, para interrumpir las celebraciones navideñas; su promoción de un video falso como evidencia de un crimen por parte de inmigrantes musulmanes en Italia; afirmaciones falsas de que los grupos musulmanes se quedaron con el dinero que recaudaron para las víctimas del tiroteo en la sinagoga del Árbol de la Vida; y afirmaciones sin fundamento de que los musulmanes celebraron el incendio de Notre Dame de 2019.  En 2018, afirmó falsamente que el tirador de Parkland «estaba inmerso en el odio islámico y de izquierda».
Geller caracteriza con frecuencia los incidentes que involucran a musulmanes como parte de una «yihad». En 2011, advirtió sobre la «yihad vehicular en Arizona», después de los informes de que un hombre llamado Ajaz Rahaman se había estrellado contra un supermercado; más tarde se demostró que había sufrido un infarto. También reclamó «yihad vehicular» cuando un inmigrante egipcio condujo un automóvil contra una acera, lastimando a los peatones; ella omitió que la policía determinó que se había quedado dormido al volante. Geller ha caracterizado erróneamente una variedad de eventos diferentes como parte de la yihad, que incluyen: un incidente que involucró a un tirador bosnio adolescente con enfermedad mental en Salt Lake City; así como agresiones al personal y clientes de Walmart por parte de adictos a la metanfetamina. Ella ha especulado que el tirador en masa de Virginia Tech, Seung-Hui Cho, era un yihadista. En 2011, eliminó publicaciones de su sitio web como parte del acuerdo de una demanda por difamación; había acusado a un abogado de Columbus, Ohio, de vínculos con Hamás. En 2017, su sitio web publicó un video que afirmaba falsamente que un migrante musulmán había golpeado a un niño holandés con muletas.

#### Ataques terroristas de Noruega de 2011
Geller fue citada, junto con otros, en el manifiesto de Anders Behring Breivik. Breivik, responsable de los ataques de Noruega de 2011, citó sus escritos en doce secciones de su manifiesto, se refirió a ella como un «ser humano decente» y señaló que había seguido el blog de Geller «durante la mayor parte del año». Cuando los medios comenzaron a informar sobre su influencia en los ataques, eliminó entradas de su blog que podrían haber sido consideradas incriminatorias, incluida una entrada en la que mencionaba que uno de sus lectores que le había escrito desde Noruega le había enviado fotografías del alijo de armas y munición que estaba preparando . Geller justificó el atentado en su blog alegando que las víctimas «se lo merecían porque eran antisemitas» y la mayoría no eran 100% noruegos sino «mestizos o de Oriente Próximo».

### Israel
Geller es una sionista apasionada. Considera a gran parte de los medios israelíes como «judíos» y, siendo de derecha, al movimiento socialista israelí de los kibutz como una idea fallida y una variedad de esclavitud.

### Teorías de la conspiración sobre Barack Obama
Geller ha presentado una serie de teorías de conspiración y falsedades sobre Barack Obama como que es cripto-musulmán y nació en Kenia. Publicó una carta de un lector en la que especulaba que la madre de Obama estaba involucrada en la pornografía, que su «padre espiritual» era un violador de niños, que el propio Obama «estuvo involucrado con una prostituta drogadicta en su juventud» y que Malcolm X había embarazado a la madre de Obama.  Ha acusado a Obama de designar a musulmanes para puestos gubernamentales que pueden tener vínculos con extremistas musulmanes y quieren socavar a Estados Unidos. Acusó al Departamento de Estado de la administración Obama de estar dirigido por «supremacistas islámicos». Ella escribió en un libro de 2010 (en coautoría con Robert Spencer) que «Barack Hussein Obama perseguía la implementación de una sharia suave: la implementación silenciosa y gradual de las leyes islámicas que subyugan a los no musulmanes».

### Teorías de la conspiración sobre genocidios
Según un estudio de 2013 sobre el genocidio de Srebrenica, Geller «está entre los revisionistas más vociferantes» del genocidio. Ella niega el genocidio de los bosnios en Srebrenica y lo describe como el «mito del genocidio de Srebrenica». Ha defendido a Slobodan Milošević, que murió mientras era juzgado por crímenes de guerra en la Guerra de Bosnia, y negó la existencia de campos de concentración serbios. Afirmó que la intervención de la OTAN en Kosovo en 1999 fue «para allanar el camino para un estado islámico en el corazón de Europa: Kosovo».
Ha sido crítica con el pueblo musulmán rohingya, que es una minoría étnica en Birmania que ha sido objeto de genocidio y limpieza étnica. Ha culpado a los rohingya por la violencia en Birmania, dijo que los habitantes de este país «tienen todo el derecho a estar preocupados» por los rohingya, afirmó que «los musulmanes están librando la yihad en Birmania», acusó a los rohingya de «circular imágenes falsas» y dirigió a sus lectores a un libro llamado The Rohingya Hoax.
También ha publicado artículos que promueven la falsa teoría de la conspiración de un genocidio blanco en Sudáfrica.

### Otras teorías de la conspiración
En época reciente, Geller ha difundido teorías de la conspiración sobre las vacunas contra el COVID-19 en su web oficial, así como en las redes sociales.